# SMS Monarch
 (avril 2020).
Le SMS Monarch était un vaisseau de défense côtière de classe Monarch construit par l'Autriche-Hongrie en 1893.